# 德尼·柯特
德尼·柯特（法語：Denis Côté；1973年11月16日—）是加拿大獨立電影工作者，主要工作據點在魁北克省。

## 生平
德尼·柯特早年寫影評，大力推崇藝術電影而排斥商業電影，並自己拍攝過一些實驗短片。2005年，德尼·柯特花十幾天拍攝完成首部長片《放逐·邊境》，於盧卡諾影展獲得錄像金豹獎；並以《她心底的世界》與《雪國迷景》兩度獲得盧卡諾影展最佳導演獎。
2013年，他首次以《在世界邊緣遇見熊》進入第63屆柏林影展正式競賽單元，並獲得銀熊獎亞佛雷德鮑爾獎；後來他又以《傲慢的波里斯先生》（2016）、《鬼鎮疑雲》（2019）與《像這樣的夏天》（2022）共4次獲選為柏林影展正式競賽片。2021年，他以《全員社距中》於第71屆柏林影展邂逅單元獲得最佳導演獎。

## 風格
德尼·柯特的電影作品打破劇情片與紀錄片的分野，其作品風格內斂、沉緩，鏡頭下的個人或環境，多半都處在道德和社會的孤立邊疆地帶。他認為他作品受到克萊兒·德尼、伍瑞克·賽德爾、貝拉·塔爾、阿比查邦·韋拉斯塔古、佩德羅·科斯塔與蔡明亮的電影語言所影響。

## 電影作品

### 劇情長片
- 2005年：《放逐·邊境（英语：Drifting States）》（Les états nordiques）
- 2007年：《我們私人的生活（英语：Our Private Lives）》（Nos vies privées）
- 2008年：《她心底的世界》（Elle veut le chaos）
- 2010年：《雪國迷景（法语：Curling (film)）》（Curling）
- 2013年：《在世界邊緣遇見熊》（Vic+Flo ont vu un ours）
- 2016年：《傲慢的波里斯先生》（Boris sans Béatrice）
- 2019年：
  - 《鬼鎮疑雲》（Répertoire des villes disparues）
  - 《威爾科克斯生存記（法语：Wilcox (film)）》（Wilcox）
- 2021年：《全員社距中》（Hygiène sociale）
- 2022年：《性愛戒斷夏令營》（Un été comme ça）
- 2023年：《遺址之女》（Mademoiselle Kenopsia）

### 紀錄片
- 2009年：《汽車墳場（英语：Carcasses (film)）》（Carcasses）
- 2011年：《凝視動物的100種方式》（Bestiaire）
- 2014年：《機器造人（英语：Joy of Man's Desiring (film)）》（Que ta joie demeure）
- 2017年：《你的肌膚如此光滑》（Ta peau si lisse）
- 2025年：《保羅（英语：Paul (2025 film)）》（Paul）

### 短片
- 2010年：《敵防線》（Les lignes ennemies）

## 外部連結
- 德尼·柯特在互联网电影资料库（IMDb）上的資料（英文）